# 木幡瑞枝
木幡 瑞枝（こばた みずえ、1923年6月11日 -2018年1月26日）は、日本の美学者、文芸評論家、東京女子大学名誉教授。
島根県出身。旧姓・須佐。夫は木幡順三。1949年東京女子大学外国語学部卒、1952年東京大学文学部美学美術史学科卒。同大学院に学び、実践女子大学助教授、1966年東京女子大学短期大学部教授、88年同現代文化学部教授。92年定年退任、名誉教授。

## 著書
- 『川端康成 作品論』勁草書房 1992
- 『『鬼平犯科帳』をひもとく 死と向いあう生』大村書店 1997
- 『齋藤史 存在の歌人』不識書院 1997

### 翻訳
- ジャン＝バティスト・デュボス『詩画論』玉川大学出版部 1985

## 論文
- ＜木幡瑞枝＞
- <須佐瑞枝>